# Dolenja Nemška vas
Dolenja Nemška vas este o localitate din comuna Trebnje, Slovenia, cu o populație de 273 de locuitori.